# Le Secret de Sigrid
Le Secret de Sigrid est un roman de Marie-Anne Desmarest publié en 1965.

## Résumé
En Suède, Thérèse entend une voix enregistrée dire à Jan, son mari, médecin, jeune retraité, qu'elle lui révélera le secret de Sigrid, sa défunte cousine (qui s'est jetée dans un torrent) qu'il a failli épouser, s'il vient la voir à Manchester avant qu'elle ne meure. Thérèse connait ce secret : Sigrid avait abandonné Ide, femme de Jan, enceinte, avec les lions, en Afrique, pour l'amour de Jan. Jan dit que c'est la voix de Nita et y va. Thérèse informe son fils Erling et sa bru, Flavie. Nita dit juste « l'enfant de Sigrid » et meurt. Erik, frère de Flavie, dit à Jan que Sigrid a été mère. Jan détermine la date de naissance. Sigrid était alors à Paris. Il découvre qu'un Rholf est né ce jour dans le 16e. Croyant Ide morte, Jan s'était fiancé à Sigrid et Ide était revenue. Tous apprennent l'existence de Rholf. Thérèse va le voir et le ramène à Jan. Mais il est muté à Téhéran et s'y éprend de Sabina. Ils rentrent en Suède et s'y fiancent.